# Shinchi
Shinchi (新地町?) è una cittadina giapponese della prefettura di Fukushima.